# Lista dzwonnic w Irlandii
Lista dzwonnic w Irlandii – poniższa lista przedstawia 66 okrągłych wież (dzwonnic) położonych w Irlandii, Irlandii Północnej, które zachowały się do naszych czasów, bądź widoczne są ich pozostałości:
| Zdjęcie | Hrabstwo    | Stan budowli                           | Wysokość [m] | Opis |
| ------- | ----------- | -------------------------------------- | ------------ | --- |
|         | Kerry       | Zniszczona                             | 5,4          | Dzwonnica zbudowana w XIII wieku. |
|         | Mayo        | Nienaruszona                           | 16           | Dzwonnica została zbudowana w latach 973–1013, stanowiła obronny punkt obserwacyjny oraz miejsce schronienia dla kościelnych bogactw. Wieża została częściowo odrestaurowana w 1969 r. i lekko pochyla się na północ. |
|         | Kilkenny    | Zniszczona                             | 9,6          | Wieża została zbudowana w XI wieku jako dzwonnica kościoła. Jest to jedna z pięciu dzwonnic rozmieszczonych w całym hrabstwie, pozostałe znajdują się w Kilkenny, Tullaherin, Kilree i Grangefertagh. |
|         | Waterford   | Nienaruszona                           | 30           | Nienaruszona dzwonnica o wysokości 30 metrów została zbudowana w XII–XIII wieku z przylegającym do niej oratorium z VIII wieku. |
|         | Limerick    | Zniszczona                             | 3            | Całkowicie zniszczona dzwonnica wraz z klasztorem z V wieku znajduje się na wzgórzu, nad wioską Ardpatrick. Według legendy klasztor został założony przez Świętego Patryka. |
|         | Galway      | Zniszczona                             | 3            | Zbudowana w 1236 roku dzwonnica, całkowicie zniszczona znajduje się w wiosce Ardrahan. |
|         | Antrim      | Zniszczona                             | 10,8         | Dzwonnica znajduje się na skraju wioski Armoy. Została wybudowana wraz z klasztorem w 460 roku. Jedynym śladem dawnego klasztoru jest kikut wieży, który stoi na terenie kościoła parafialnego św. Patryka. Wieża ma ok. 11 m wysokości. |
|         | Mayo        | Nienaruszona                           | 10           | Wieża została zbudowana w XII wieku, ale używana była jako dzwonnica dopiero w XIX wieku. Jako materiał budulcowy wykorzystano czerwony i brązowy piaskowiec. |
|         | Kildare     | Nienaruszona                           | 20           | Dzwonnica została zbudowana w X wieku wraz z przylegającym do niej klasztorem. Dzwonnica ma wysokość 20 metrów i ma średnicę 4,7 metra. Wieża jest jednym z pomników narodowych Irlandii. |
|         | Dublin      | Nienaruszona                           | 27,5         | Dzwonnica została zbudowana w VIII wieku w miejscowości Clondalkin. Wieża jest w nienaruszonym stanie, ma 27,5 metra wysokości i 4,04 metra średnicy. |
|         | Monaghan    | Nienaruszona                           | 22,9         | Dzwonnica została wybudowana w miejscowości Clones w IX wieku wraz z klasztorem pod wezwaniem Świętego Piotra i Pawła. Dzwonnica jest nienaruszona i ma 22,9 metra wysokości. |
|         | Offaly      | Jedna zniszczona, a druga nienaruszona | 19,3 i 17,7  | Dzwonnica O'Rourke'a: wybudowana w 1124 roku przez Turlougha O'Connora, króla Connacht. 11 lat później uderzył w nią piorun, który zniszczył szczyt wieży. Dzwonnica McCarth'ego: wybudowana w XII wieku, została w 1864 roku częściowo zniszczona, a następnie odnowiona.                                                                                             |
|         | Cork        | Zniszczona                             | 30,5         | Dzwonnica została zbudowana w X wieku w miejscowości Cloyne. W 1749 roku uderzył w nią piorun i spowodował uszkodzenie szczytu wieży. |
|         | Londonderry | Zniszczona                             | 5,5          | Dzwonnica ma 5,5 metra wysokości. W 1689 roku przetrwała oblężenie miasta, ale wszystkim mieszkańcom wydawało się, że nie przetrwała. Jej pozostałości zostały uznane za ruiny wiatraka, jednak w 2018 roku odkryto, że to tak naprawdę część dzwonnicy, która przetrwała oblężenie w 1689 roku.                                                                       |
|         | Fermanagh   | Nienaruszona                           | 25           | Dzwonnica wraz z tamtejszym kościołem znajduje się w miejscowości Devenish i jest uznawana za jedno z najpiękniejszych miejsc klasztornych w Irlandii. Dzwonnica ma 25 metrów wysokości i pochodzi z XII wieku, podobnie jak klasztor. |
|         | Fermanagh   | Zniszczona                             | 0,5          | Dzwonnica znajduje się w miejscowości Devenish. Została wybudowana w XIII wieku, lecz prawie całkowicie zniszczona zachowała się jej niewielka część mierząca 0,5 metra wysokości. |
|         | Meath       | Nienaruszona                           | 26,6         | Dzwonnica ma 26,6 metra wysokości i jest w nienaruszonym stanie, nie licząc braku stożka wieży. |
|         | Louth       | Nienaruszona                           | 15,25        | Dzwonnica została wybudowana w IX wieku, w miejscowości Dromiskin. Górna część dzwonnicy została przebudowana w XII wieku i służyła jako dzwonnica do XIX wieku. Wysokość wieży wynosi 15,25 metra i jest w nienaruszonym stanie. |
|         | Down        | Zniszczona                             | 10,25        | Dzwonnica została wybudowana w okresie wczesnego średniowiecza, w miejscowości Drumbo. Oryginalna konstrukcja została poważnie uszkodzona, gdy miejsce zostało splądrowane w 1130 roku. Budowla służyła dodatkowo jako wieża obserwacyjna. Jej wysokość wynosi 10,25 metra.                                                                                            |
|         | Clare       | Zniszczona                             | 11           | Dzwonnica jest w dużej części zniszczona. Pierwotnie miała wysokość 15 metrów, jednak wskutek zniszczeń ma jedynie 11 metrów wysokości. |
|         | Sligo       | Zniszczona                             | 9            | Dzwonnica jest pozostałością klasztoru w miejscowości Drumcliffe. Została wybudowana w X lub XI wieku. W 1936 roku uderzył w nią piorun i obniżył wieżę do 9 metrów wysokości. |
|         | Cavan       | Zniszczona                             | 12           | Dzwonnica znajduje się w miejscowości Drumlane. Jest częściowo zniszczona, a jej wysokość wynosi 12 metrów. |
|         | Louth       | Zniszczona                             | 0,05         | Pozostałości dzwonnicy znajdującej się w miejscowości Faughart. Dzwonnica została zniszczona w trakcie jednej z bitew toczących się w tej miejscowości. Po dzwonnicy pozostał tylko krąg dużych kamieni. |
|         | Wicklow     | Nienaruszona                           | 30,5         | Dzwonnica ma 30,5 metra wysokości i jest w stanie nienaruszonym. Jej dach został przebudowany w 1876 roku. Wieża pierwotnie miała sześć drewnianych kondygnacji, połączonych drabinami. |
|         | Kilkenny    | Nienaruszona                           | 30           | Dzwonnica została wybudowana w XIII wieku. Wieża jest w nienaruszonym stanie nie licząc utraty dachówki, jej wysokość wynosi 30 metrów. Dzwonnica należy do parafii Johnstown. |
|         | Clare       | Zniszczona                             | 22,3         | Dzwonnica znajduje się w miejscowości Inis Cealtra. Renowacja dzwonnicy została przeprowadzona w latach 1970–1980. Nie znaleziono stożka wieży, co oznacza, że wieża nigdy nie została ukończona. Jej wysokość wynosi 22,3 metra. |
|         | Monaghan    | Zniszczona                             | 12,6         | Dzwonnica znajduje się w miejscowości Inishkeen. Została wybudowana w VI wieku, jednak została zniszczona i zachowała się jedynie jedna trzecia wieży mierząca 12,6 metra. |
|         | Meath       | Nienaruszona                           | 26           | Dzwonnica została wybudowana w IX wieku, w miejscowości Kells. Prawdopodobnie w wyniku uderzenia pioruna, jej stożek został zniszczony. Wieża mierzy 26 metrów wysokości i jest jednym z pomników narodowych Irlandii. |
|         | Galway      | Zniszczona                             | 16,5         | Dzwonnica została wybudowana z wapienia ok. V wieku, w miejscowości Kilbennen. Wieża jest poważnie uszkodzona, jej wysokość w najwyższym punkcie wynosi 16,5 metra, a w najniższym 9,3 metra. |
|         | Galway      | Zniszczona                             | 3            | Dzwonnica została wybudowana w XII wieku w miejscowości Kilcoona. Z powodu zniszczeń, jej wysokość wynosi 3 metry, a średnica 5 metrów. |
|         | Kildare     | Nienaruszona                           | 32           | Dzwonnica została wybudowana w XII wieku w miejscowości Kildare. Wieża jest w nienaruszonym stanie, jej wysokość wynosi 32 metry, średnica 5,35 metra, a obwód 16,8 metra. |
|         | Kilkenny    | Nienaruszona                           | 31           | Nieznana jest dokładna data budowy dzwonnicy, szacowane jest, że wybudowano ją ok. roku 700 lub 1100. Wieża znajduje się w miejscowości Kilkenny. Jest w nienaruszonym stanie, ma 31 metrów wysokości, 4,77 metra średnicy i 14 metrów obwodu. |
|         | Mayo        | Nienaruszona                           | 25,5         | Dzwonnica została wybudowana w miejscowości Killala. Jej wysokość wynosi 25,5 metra, średnica 5,02 metra, a obwód 15,78 metra. W 1779 roku uderzył w nią piorun uszkadzając połowę dachu, lecz w 1841 roku wieża została odbudowana. |
|         | Galway      | Zniszczona                             | 3,02         | Dzwonnica znajduje się w miejscowości Killeany, na Wyspach Aran. Wskutek zniszczeń jej wysokość wynosi zaledwie 3,02 metra. |
|         | Limerick    | Zniszczona                             | 3            | Dzwonnica znajduje się w miejscowości Kilmallock. Data jej budowy jest nieznana. Wskutek zniszczeń jej wysokość wynosi 3 metry. |
|         | Clare       | Zniszczona                             | 3,5          | Dzwonnica znajduje się w miejscowości Killinaboy. Jej wysokość wynosi ok. 3,5 metra, a średnica 15,08 metra. |
|         | Galway      | Nienaruszona                           | 34,5         | Dzwonnica znajduje się w miejscowości Kilmacduagh. Wieża jest w nienaruszonym stanie. Jej wysokość wynosi ok. 34 metry, średnica 5,7 metra, a obwód 17,86 metra. |
|         | Kilkenny    | Nienaruszona                           | 27           | Dzwonnica znajduje się w miejscowości Kilree. Wieża jest w stanie nienaruszonym. Jej wysokość wynosi 27 metrów, średnica 4,86 metra, a obwód 15,28 metra. |
|         | Cork        | Nienaruszona                           | 24,5         | Dzwonnica została zbudowana w VI wieku, w miejscowości Kinneigh. W 1837 roku w wieżę uderzył piorun, uszkadzając południową stronę wieży, a w 1857 roku dzwonnicę odbudowano i zainstalowano na niej nowy dzwon. Wysokość wieży wynosi 24,5 metra. |
|         | Tipperary   | Zniszczona                             | 0,01         | Dzwonnica została zbudowana w VI wieku. Nie wiadomo dokładnie co się stało z wieżą. Najprawdopodobniej wieża upadła, a jej fundamenty zostały usunięte jeszcze przed 1500 rokiem. Obecnie po dzwonnicy pozostał tylko krąg kamieni. Średnica wieży wynosiła 5,45 metra, a obecna jej wysokość wynosi 0,01 metra. Ruiny wieży są jednym z pomników narodowych Irlandii. |
|         | Dublin      | Nienaruszona                           | 26,6         | Dzwonnica została zbudowana w X lub XI wieku, lecz dzwon został na niej zawieszony dopiero w XVI wieku. Znajduje się w miejscowości Lusk. Jej wysokość wynosi 26,6 metra, a średnica 5,06 metra. |
|         | Down        | Zniszczona                             | 5,4          | Dzwonnica została założona ok. VI wieku, w miejscowości Maghera. Wieża zawaliła się prawdopodobnie w wyniku gwałtownej burzy. Aktualna wysokość wieży wynosi 5,4 metra, a jej średnica wynosi 4,85 metra. |
|         | Mayo        | Zniszczona                             | 21           | Dzwonnica została wybudowana w XI lub XII wieku w miejscowości Meelick. Jej wysokość wynosi 21 metrów, średnica 5,45 metra, a obwód 17,1 metra. |
|         | Clare       | Zniszczona                             | 15           | Dzwonnica została wybudowana w XII wieku. Wskutek zniszczeń jej wysokość wynosi 15 metrów, średnica 5,9 metra, a obwód 18,5 metra. |
|         | Down        | Zniszczona                             | 4,4          | Nie jest znana dokładna data zbudowania wieży. Wieża jest prawie cała zniszczona. Pozostałości po niej mierzą zaledwie 4,4 metra wysokości i 4,2 metra średnicy. |
|         | Limerick    | Zniszczona                             | 21           | Dzwonnica została wybudowana w XII wieku. Z powodu niewielkich zniszczeń jest na niej prowadzony remont. Wieża mierzy 21 metrów wysokości oraz 5,28 metra średnicy. |
|         | Louth       | Zniszczona                             | 28           | Dzwonnica została zbudowana na przełomie X i XI wieku. Wieża jest w niewielkiej części uszkodzona. Mierzy 28 metrów wysokości i 4,98 metra średnicy. |
|         | Kildare     | Zniszczona                             | 11           | Dzwonnica została zbudowana w XI wieku. Wieża jest w niewielkiej części zniszczona, uszkodzona jest część dachu oraz brakuje stożka. Mierzy ona 11 metrów wysokości oraz 4,6 metra średnicy. |
|         | Roscommon   | Zniszczona                             | 3,9          | Dzwonnica została zbudowana w XI wieku. Wieża jest prawie całkowicie zniszczona, mierzy ona 3,9 metra wysokości i 6 metrów średnicy. |
|         | Kildare     | Zniszczona                             | 9,5          | Dzwonnica jest w niewielkiej części zniszczona, brakuje jej stożka oraz części dachu. Mierzy 9,5 metra wysokości. |
|         | Antrim      | Zniszczona                             | 12,8         | Dzwonnica jest częściowo zniszczona. Jej wysokość wynosi 12,8 metra. |
|         | Dublin      | Zniszczona                             | 1,9          | Dzwonnica została zbudowana w X wieku. Wskutek ogromnych zniszczeń mierzy zaledwie 1,9 metra wysokości oraz 4,96 metra średnicy. |
|         | Kerry       | Nienaruszona                           | 27,4         | Dzwonnica została zbudowana w VI wieku. Wieża jest nienaruszona, mierzy 27,4 metra wysokości, 12 metrów średnicy oraz 14,5 metra obwodu. |
|         | Galway      | Zniszczona                             | 10,98        | Dzwonnica została zbudowana ok. XI wieku. Wieża ma 10,98 metra wysokości, a jej średnica wynosi 4,8 metra. |
|         | Tipperary   | Zniszczona                             | 20           | Dzwonnica została zbudowana w XII wieku. Wieża uległa lekkim zniszczeniom, jej wysokość wynosi 20 metrów, a średnica 4,7 metra. |
|         | Clare       | Nienaruszona                           | 26           | Dzwonnica powstała prawdopodobnie w XI wieku. Wieża jest nienaruszona, mierzy 26 metrów wysokości oraz 5,08 metra średnicy. |
|         | Offlay      | Zniszczona                             | 2,6          | Dzwonnica została zbudowana w XII wieku. Z powodu poważnych zniszczeń zachował się jej niewielki fragment mierzący jedynie 2,6 metra wysokości i 5,14 metra średnicy. |
|         | Carlow      | Zniszczona                             | 1            | Dzwonnica została zbudowana w IX wieku. Z powodu ogromnych zniszczeń zachował się jedynie niewielki fragment wieży mierzący 1 metr wysokości oraz 16 metrów obwodu. |
|         | Tipperary   | Nienaruszona                           | 28           | Dzwonnica została zbudowana ok. 1100 roku. Jej wysokość wynosi 28 metrów. Wieża jest częścią Rock of Cashel. |
|         | Antrim      | Nienaruszona                           | 28           | Dzwonnica została zbudowana w VII wieku. Wieża jest w nienaruszonym stanie, jej wysokość wynosi 28 metrów. |
|         | Dublin      | Nienaruszona                           | 26           | Dzwonnica została zbudowana w X wieku, w miejscowości Swords. Wieża jest nienaruszona, jej wysokość wynosi 26 metrów, średnica 5 metrów, a obwód 16 metrów. |
|         | Kildare     | Zniszczona                             | 19,8         | Dzwonnica została wybudowana ok. XII wieku. Wieża jest częściowo zniszczona, jej wysokość wynosi 19,8 metra, a średnica 4,96 metra. |
|         | Laois       | Nienaruszona                           | 29           | Dzwonnica została wybudowana w VII wieku, w miejscowości Timahoe. Wieża jest w nienaruszonym stanie, jej wysokość wynosi 29 metrów, średnica 5,5 metra, a obwód 17,5 metra. |
|         | Donegal     | Zniszczona                             | 12,8         | Dzwonnica została wybudowana między VI a VII wiekiem. W XVIII wieku w wyniku uderzenia piorunu został uszkodzony stożek wieży. Jej wysokość wynosi 12,8 metra. |
|         | Kilkenny    | Zniszczona                             | 22,5         | Dzwonnica została wybudowana w IX wieku, w miejscowości Tullaherin. Wieża jest w trakcie remontu, jej wysokość wynosi 22,5 metra, średnica 4,92 metra, a obwód 15,5 metra. |
|         | Mayo        | Nienaruszona                           | 22,9         | Dzwonnica została wybudowana w IX wieku, w miejscowości Turlough. Wieża jest nienaruszona, jej wysokość wynosi 22,9 metra, a średnica 5,5 metra. |